# Raghbir Lal
Raghbir Lal (en punyabí: ਰਘਬੀਰ ਲਾਲ; Rawalpindi, Raj británico; 15 de noviembre de 1929 – 7 de abril de 2025) fue un jugador de hockey sobre hierba indio.

## Carrera
Participó en dos ediciones de los Juegos Olímpicos, la primera de ellas fue en Helsinki 1952 donde ganó la medalla de oro de manera invicta venciendo en la final a Países Bajos.
Su segunda aparición fue el Melbourne 1956 donde repitió como campeón olímpico de manera invicta y sin recibir gol venciendo en la final a Pakistán.